# 間宮武
間宮 武（まみや たけし、1915年10月20日 - 2000年1月6日）は、日本の心理学者。横浜国立大学名誉教授。
神奈川県生まれ。東京文理科大学心理学科卒。東京府立桜町高等女学校教諭、東京都立第七中学校教諭、神奈川師範学校教授、1950年横浜国大助教授、1961年「性差に関する心理学的研究」で広島大学より文学博士の学位を取得。1962年教授、1981年定年退官、名誉教授、共立女子大学教授、1986年退職。1989年日本心理学会名誉会員。2000年1月6日、肺炎のため死去。
性差心理学専攻、純潔教育を推進した。

## 受賞歴
- 1971年 神奈川県知事表彰[2]
- 1979年 文部大臣表彰[2]
- 1986年 神奈川文化賞[2]
- 1989年 勲三等旭日中綬章[2]

## 著書
- 『女学生の心理』照林堂書店　1943
- 『現代女学生の心』草美社　1947
- 『おかしな心理 人生あれこれ50題』牧書店　1957
- 『異性 性の心理とモラル』講談社　1960　ミリオン・ブックス
- 『日本の純潔教育』明治図書出版　1968
- 『性差心理学』金子書房　1979
- 『男と女 性差心理学への招待』小学館　1991
- 『男と女 愛は女だけのものですか?』学校図書　1994　学図ライトブック. 性の科学シリーズ

## 共編著
- 『純潔指導』鈴木清共著　日本文化科学社　1954
- 『性教育図説』阪本一郎,佐藤正共著　岩崎書店　1954　図説全集
- 『純潔教育図説』阪本一郎,佐藤正共著　岩崎書店　1957　図説全集
- 『青年の心理』佐藤正,藤原喜悦共著　岩崎書店　1958
- 『若い世代のために悩みの解決』本明寛,辰見敏夫共著　ダイヤモンド社　1961
- 『性教育百科』阪本一郎,佐藤正共著　岩崎書店　1971
- 『最新生徒指導シリーズ』全5巻 沢田慶輔,内山喜久雄共編　日本図書文化協会 1974
- 『幼児と家庭 親と子の心をむすぶ』宮下正美共著 日本社会教育普及会編　日常出版　1974
- 『最新性教育指導用語辞典』能美光房共編　第一法規出版　1975
- 『小学生と家庭 親と子の心をむすぶ』宮下正美共著 日本社会教育普及会編　日常出版　1975
- 『性指導読本』高石邦男共編　第一法規出版　1987

## 翻訳
- ロバート・J.ギャッチェルほか『健康心理学入門』本明寛共監訳　金子書房　1992

## 論文
- 「刺激構造と記憶との関係について」 東京文理科大学『教育心理学研究紀要』 第1輯 1940
- 「記憶過程に関する実験的研究」 『東京文理科大学紀要』 1 1942
- 「青少年の不良化傾向」 『児童問題新書 12. 青少年の指導』 金子書房 1950
- 「女性のグループ意識」 『社会と学校』 第4巻 10号 1950
- 「道徳性評価の試み」 『田中寛一博士古希記念論文集 教育心理学の諸問題』 日本文化科学社 1952
- 「性と神経症」 『臨床心理』 第1巻 3号 1952
- 「性の誘惑と防止」 『臨床心理』 第1巻 5号 1952
- 「性的適応」 『教育心理学講座 1. 適応の心理』 金子書房 1952
- 「問題児」 『教育研究事典』 金子書房 1954
- 「女子青年の心理」 『青年心理学講座 2. 恋愛と結婚』 金子書房 1955
- 「性的発達の臨界期に関する問題」 『教育心理学研究』 第4巻 1号 1956
- 「男女生徒間の友人関係」 桂広介編 『児童心理選書 7. 男生徒と女生徒』 金子書房 1957
- 「純潔指導の心理と技術」 『現代教育心理学大系 11. 学校における生活指導』 中山書店 1958
- 「性差研究の体系化と性差意識に関する研究」 『教育心理学研究』 第6巻 4号 1959
- 「性と性格」 『性格心理学講座 2. 性格の形成』 金子書房 1960
- 「親子関係における性差とその指導」 『児童心理』 第21巻 9号 1967
- 「性差研究の歴史」 津留宏編 『性差心理学』 朝倉書店 1970
- 「性差の心理学」 『現代性教育研究』 3 1972
- 「わが国青年における性行動の調査に関する調査研究」 『横浜国立大学教育紀要』 第16集 1976
- 「性行動の発達」 詫摩武俊ほか編 『発達心理学の展開』 新曜社 1982
- 「わが国学生・生徒の性行動の性差に関する調査研究」 『共立女子大学家政学部紀要』 30 1983
- 「加齢と性」 『心理学評論』 第27巻 3号 1984

## 参考
- 『男と女 性差心理学への招待』著者紹介
- 読売新聞訃報
- 『邦文心理学文献目録稿』 国立国会図書館支部上野図書館 1953
- 「心理学会名誉会員の紹介・間宮武」 『心理学研究』 第61巻 2号 1990 p.136
- 大泉溥 編 編『日本心理学者事典』クレス出版、2003年、1032頁。ISBN 4-87733-171-9。